# Catocala jair
Catocala jair är en fjärilsart som beskrevs av John Kern Strecker 1897. Catocala jair ingår i släktet Catocala och familjen nattflyn. Inga underarter finns listade i Catalogue of Life.